# Loy Krathong
Loy Krathong (thai: ลอยกระทง, IPA: [lɔːj kràʔ tʰoŋ]) (andre stavemåder: loi krathong, loy kratong, i Chiang Mai kaldes festen også Yee Peng eller Yi Peng), er en fest der fejres i den sydvestlige tai-kultur, primært Laos og Thailand. Navnet kan oversættes til at flyde (loy) en flåde eller kop (krathong), hvor "koppen" er en skive af en bananpalme med blomster, røgelse og lys, også benævnt som "lanterne". Ofte lægges også en mønt i flåden. Thailændere bruger skikken til at lade alt uheld og al ulykke drive væk, samt takke flodens og vandets gudinde, Phra Mae Kongka (kan også ses stavet Phra Mae Khong Ka), for at kunne bruge vand og undskylde for, at forurene flodvandet, samt til at takke Buddha. Festens dato afhænger af fuldmånen, i thai månekalenderen er det den 12. måned, men som en håndregel efter vestlig kalender, er det den første fuldmåne i november måned. Traditionen med at sætte blomsterflåder i vandet er ofte suppleret med optræden, fyrværkeri og de senere år opsendelse af Khom Loy, såkaldte kinesiske lanterner, varmluftsballoner af rispapir opvarmet af en lysende kerosin-flamme.

## Historie
Kong Chulalongkorn (Rama V, 1853-1910) fortæller i sin bog, at Loy krathong intet har at gøre med nogen anden ceremoni eller ritual. Han fortæller, at traditionen begyndte i Sukhothai, der både er navn på hovedstaden og kongeriget fra 1238 til 1583, hvor det siges at kongen så flydende lanterner for 600-700 år siden, omkring år 1300. Det er beskrevet i en bog af nang (frøken/lady) Noppamat, der var en smuk lærd, ung kvinde ved kong Phra Ruangs hof. Hun var datter af en Brahmin-præst tilknyttet hoffet. Hun skrev, at i den 12. måned, altså november, hvor meget var oversvømmet i regntiden, tog kongen med sit følge på udflugt en nat for at se folket more sig under vandfestivalen (angiveligt tilsvarende Bon Om Touk khmer-vandfestivalen, der i dag fejres samtidigt i Cambodia). Der er ikke fortalt noget om, at folket satte en slags lysende flåder i vandet, men antageligt gjorde de det og noget, der lignende de krathongs, som bruges i dag. Nang Noppamat fortæller derimod, at hun havde kreeret en ny salgs flåde, i form som en stor (indisk) lotusblomst, samt flere andre slags, som kongen kunne lade flyde i vandet. Det var hverken som en religiøs eller rituel mening, men alene til fornøjelse, under fuldmånens skær en aften med perfekt vejr, mens landet var oversvømmet i regntiden. Der fortælles ikke noget om traditionen med at lægge en mønt i flåden, men nanh Noppamat forklarer, at skikken er for at hædre Buddhas fodaftryk i sandbredden ved Nammada (Narmaha) floden i Indien. Inderne har også flydende lys, men det varierer fra én lokalitet til en anden, og de tillægger det ikke nogen betydning eller rituel handling, det er nærmere at betragte som en skik med picnic ved flodbredden, når vandet står højt, men der kan være andre forklaringer. Cambodjanerne ærer for eksempel deres afdøde i den lignende khmer-festival, hvor de beder forfædrene tage del i med et festligt måltid, imaginært naturligvis, og bagefter sender dem væk igen, i "bådene". Ifølge legenden blev Sukhotais kong Phra Ruang så begejstret for nang Noppamats blomsterflåde-lanterner, så han bestemte, at en sådan fest skulle afholdes hvert eneste år ud i fremtiden.
Oprindelsen til Loy Krathong findes i flere versioner, mindst syv, hvor de fleste stammer fra buddhismen. Ud over den mest populære, at ære Buddhas fodaftryk, kan festen også være til ære for den store Slange (Naga-slange) og beboerne i den undersøiske verden, efter Buddhs havde besøgt det våde rige. Andre mener at blomster-krathonger blev ofret til pagoden Phra Ged Kaew Ju La Mane, der indeholder Buddhas hårknold, som blev skåret af ved hans egen ordination. En anden forklaring er, at det er en måde at vise respekt for ens forfædre, som det forklares om khmer-vandfestivalen. Det er også muligt, at dette er afledt af en hindu festival, der hylder guden Vishnu, der mediterer i midten af havet. Det tidligere kongerige Lanna (1292-1775), hvis hovedstad var den i dag thailandske by Chiang Mai, og Siam-rigerne (tidligere navn for Thailand) havde forskellige formål med at fejre Loy Krathong. Lanna havde allerede sin egen Yee Peng fest. I det nordlige Thailand har det altid handlet om Buddhas historier, især da det var en tid hvor Lannas folk lyttede til Vessantara Jataka-prædiken. I den centrale del af Thailand stammer festen derimod fra et kongeligt brahmin-ritual, man blot ændrede til buddhisme i kong Mongkuts (Rama IV) regeringstid (1851-1868).
Den gamle indiske Brahman fest var oprindeligt en ceremoni, hvor man viser respekt til tre forskellige guder, kendt som Phra I-Suan (Shiva), Phra Narai (Vishnu) og Phra Phrom (Brahma). Folk lavede papir-lanterner med lys, som så ville blive udstillet hos de kongelige og hos rige mennesker eller højtstående embedsmænd. For 150 år siden, på kong Mongkuts opfordring, blev formålet ændret til en ceremoni for ære for Buddha. I denne nye udgave lavede folk forskellige former for lanterner, som så blev doneret til templerne. På dette tidspunkt ville folk sige bønner, for at bede om deres ønsker og håb for fremtiden blev opfyldt. Det er den overbevisning, som stadig er fremherskende. Lysene, der flyder ned ad floderne, symboliserede, at alt uheld og al ulykke driver væk, men for mange thailændere er det også en mulighed for at ære vandets gudinde, Phra Mae Kong Ka. Kong Ka er den thailandske form af Ganga, den hinduistiske gudinde for den hellige Ganges flod i Indien.

## Loy Krathong festen
En krathong er typisk en cirka fem centimeter tyk skive bananpalmestamme på omkring 20 centimeter i diameter. Bananpalmeblade sættes på palmeskive-bunden, så det forestiller en lotusblomst. Flåden dekoreres med blomster og et stearinlys, samt et par røgelsespinde. Ofte lægges en lille mønt i bunden af krathongen. På fuldmånenatten tændes lys og røgelsespinde, hvorefter kratonghen sættes (loy) i floden – eller en sø eller havet – mens man beder om, at alt uheld og al ulykke skal drive væk, samt ønsker et håb for fremtiden. Mange steder er der tillige konkurrence om at "bygge" årets flotteste eller smukkeste krathong, hvor der blandt deltagerne kan være ganske store og meget imponerende kreationer.
De senere år er mange tillige begyndt at opsende Khom Loy eller Khom Fai, på dansk ofte kaldt kinesiske lanterner, varmluftsballoner lavet af rispapir, og opvarmet af en lysende kerosin-flamme. "Khom" betyder lanterne, "loy" at flyde eller sende afsted, og "fai" er himmel, "khom fai" er således en himmel-lanterne. Især i den nordthailandske by Chiang Mai er det en omfangsrig tradition, som de senere år søgtes begrænset eller helt forbudt i visse områder, da de tusindetallige flyvende lanterner kan være til gene eller direkte fare for lufttrafikken. Myndighederne opgav dog at standse traditionen i 2015, i stedet standsede man flytrafikken, hvilket i 2017 medførte 78 flyaflysninger i Chiang Mais internationale lufthavn mellem klokken 19 og 01, mens der blev opsendt flere end 50.000 lanterner.
Miss Loy Krathong eller Loy Krathong Queen har thailandsrejsende ved tiden omkring Loy krathong angiveligt hørt om. Skønhedskonkurrencer, hvor den smukkeste kvinde eller pige kåres, er udbredt i Thailand, og ved Loy Krathong-festen er det i Noppamas Queen Beauty Contest (Noppamas dronninge konkurrence). Nang Noppamas, eller Nang No-ppamat, var den smukke unge kvinde – "nang" foran navnet betyder frøken eller lady – der fandt på den lotusblomstlignende krathong. Konkurrence og kåring af Loy Krathong-dronningen foregår på en stor scene, nogle steder begyndende med en parade gennem byen, og det kan være i flere kategorier efter alder. Deltagerne bærer traditionelle thailandske kjoler fra forskellige tidsaldre, så at se skønhedskonkurrencen, er som at være tilskuer til et traditionelt, thailandsk kostume-modeshow. Hver deltager bliver tillige stillet spørgsmål om Loy Kratong traditionerne, og dommerne giver point baseret på såvel kostumet, som deltagernes humør, samt høflige manerer og væremåde. Ofte vil mange af kvinderne blandt publikum også være klædt i fine traditionelle thaisilke-kjoler. Festen sluttes normalt med fyrværkeri.
Særlig Chiang Mai er kendt for sin hele tre dage lange festival, der egentlig stammer fra Lanna kongeriets Yee Peng fest, men som har overtaget Siam-kongerigets traditioner. Hele den ældre bydel ved floden fester med natmarkeder og adskillige scener med underholdning. Det er blevet et tilløbsstykke med tilrejsende gæster fra store dele af landet.
Loy Krathong afholdes stort set overalt i Thailand, så på såvel turistdestinationer, som i større byer, kan man som tilrejsende være sikker på, at kunne opleve denne smukke tradition.
Efter festivalen bliver de mange krathonger, på nær de der er spist af fisk – nogle krathonger fremstilles af brøddej eller andet, som fisk kan spise – hurtigt samlet op og affaldssorteret. Morgenen efter Loy Krathong i 2016, kunne Bangkoks myndigheder for eksempel oplyse, at der på Chao Phraya, den store flod der krydser byen, var opsamlet 617,901 stk. flåder vejende i alt omkring seks ton, heraf 573,867 stk. af naturlige materialer og 44,034 fremstillet af plastik skum.

## Andre religioner og Loy Krathong
I Thailand er religion og animistisk overtro sammenblandet til ukendelighed. Loy Krathong-festen har sine rødder i hinduismen, og de farverige bananpalmeflåder er en hyldest til Ganga, Indiens gudinde for vand, som thailænderne kalder for Phra Mae Kongka. 93,5 procent af befolkningen følger buddhismen.

### Islam
Den største religiøse minoritet er islam med cirka 3,7 millioner tilhængere (2019), hvilke udgør 5,4 procent af befolkningen. Muslimerne bor fortrinsvis i den sydlige del af nationen, hvor de udgør 30 procent af indbyggerne. Mange, eller de fleste, deltager ikke i Loy Krathong, da islam kun anerkender én gud, Allah, som skabte alting. Desuden skyldes karma og synder menneskets handlinger og de kan ikke sendes væk på en bananpalmeflåde, de forudsætter tilgivelse, ifølge islam. Thailandske muslimer deltager ikke i andre religiøse festligheder, herunder Jul og nytår (Thailand har tre nytårsfester, vestligt nytår den 31. december, Kinesisk nytår i januar-februar og thai-nytår Songkran den 13. april). De eneste tilladte religiøse fester er de to Eid-fester, Eid ul-Fitr, på thaisprog kaldt Eid lek (lille Eid), og Eid ul-Adha, på thaisprog kaldt Eid yai (store Eid). Men selv om muslimer ikke kan deltage i Loy Krathong-traditionen, må de godt hjælpe med at rydde op (i floder og søer) efter festen.

### Kristendom
Den næststørste religiøse minoritet er kristendom med 617.000 tilhængere (2018), svarende til godt 1,1 procent af befolkningen, nogenlunde ligeligt fordelt mellem katolikker og protestanter. De thailandske kristne accepterer thailandsk kultur og kan udvise respekt for den, herunder wai (hilsen eller tak med hænderne samlet foran kroppen og en bukning af hovedet), og prostration. Kristne kan for eksempel bede til Gud når en kratong sættes i vandet, og sætte et kors i flåden i stedet for røgelsespinde, der betragtes som religiøst et symbol til at ære ånder. Der er intet syndigt for kristne i at deltage i Loy Krathong.

## Foto galleri
- Krathongs bygges på en skive bananpalmestamme, dekoreret med blomster, lys, og røgelsespinde (2005)
- Krathong flåder/flydende lanterner (2007)
- Kratongs (lanterner) til salg. De til højre, er fremstillet af brød i stedet for en banapalmeskive, så fiskene kan spise den udtjente krathong. Koh Samui (2015)
- Kvinder med krathonger i Bangkok (2008)
- Krathonger sættes i floden, Chiang Mai (2005)
- Krathonger søsættes i Chaweng-søen (2015)
- Lanterne flyder på søen i Chaweng (2010)
- Mor og barn flyder krathong, Udon Thani (2014)
- Krathonger flyder i havet fra Maenam-stranden på Koh Samui (2011)
- Krathong der deltager i en konkurrence om at blive kåret som årets flotteste, Lamai (2008)
- Krathong bygget som en båd, fra en konkurrence om årets flotteste på Koh Samui (2012)
- Kom Fai (paper lantern-balloons) opsendt ved Chiang Mai (2008)
- Loy Krathong fyrværkeri i Bangkok (2004)
- Klassisk thai-dans ved Loy Krathong-fest, Chaweng (2015)
- Klassisk thai-dans er små historier, ofte med humoristiske indslag. Chaweng (2015)
- Smukke thaikvinder i traditionelle kostumer, Chiang Mai (2005)
- Loy krathong parade i Chiang Mai (2005)
- Loy krathong parade i Chiang Mai (2005)
- Loy krathong parade i Chiang Mai (2005)
- Loy krathong parade i Chiang Mai (2005)
- Unge vindere af Noppamats Queen beauty contest i Chiang Mai (2005)
- Vindere af Noppamats Queen beauty contest ved Big Buddha på Koh Samui (2005)